# Договорный Оман
Договорный Оман (англ. Trucial Oman, араб. معاهدة عمان‎) — объединение шейхств южного берега Персидского залива под протекторатом Великобритании, существовавшее в XIX—XX веках на месте современных ОАЭ.

## Укрепление британских позиций в Персидском заливе
По мере укрепления британских колониальных позиций в Индии росла заинтересованность Великобритании в утверждении своего господства над наиболее короткими водными путями из Индии в Европу, которые пролегали, в частности, через Персидский залив. Экспедиция Наполеона в Египет активизировала усилия Британской Ост-Индской компании в аравийском регионе, что привело к заключению соглашений между Великобританией и султаном Маската.
В 1804—1819 годах флот Ост-Индской компании совместно с маскатским флотом вёл под предлогом борьбы с пиратами морскую войну против ваххабитов, заключая временные соглашения с шейхами Пиратского берега. Тем не менее ваххабитский Дирийский эмират оставался хозяином положения на суше. Когда в 1811—1818 годах ваххабитское государство было уничтожено египтянами, это не успокоило англичан, так как командовавший египетскими войсками Ибрагим-паша не желал идти на подписание соглашений.

## Заключение договоров с шейхствами
В 1819 году британская эскадра разгромила флот шейхов Пиратского берега при Рас-эль-Хайме, разрушила их крепости и города, и в январе 1820 года шейхи Рас-эль-Хаймы, Абу-Даби, Дубая, Аджмана, Шарджи и Умм-эль-Кайвайна подписали Генеральный договор о мире, к которому присоединился правитель Бахрейна. Формально направленный против пиратства, рабства и работорговли (но не затрагивавший вопроса о междоусобных морских войнах), этот договор узаконивал британское присутствие в водах и на побережье Залива. Нарушавшие договор «недружелюбные племена» карались британским флотом.
Играя на противоречиях между египтянами и недждскими ваххабитами, британская дипломатия подтолкнула арабских правителей Пиратского берега к подписанию в 1835 году ежегодно возобновлявшегося Первого морского перемирия, согласно которому шейхства были обязаны в период сбора в море жемчужных раковин воздерживаться от междоусобных морских войн. С этого времени берег был переименован в Берег Перемирия, или Договорный Оман. В 1843 году соглашение было продлено на 10 лет, а в 1853 году превращено в договор «о вечном мире».
В 1838—1839 году, во время наступления Хуршид-паши на Второе Саудовское государство, Великобритания добилась заключения новых соглашений с шейхствами и Бахрейном о запрещении работорговли, которые ещё более расширили её функции арбитра и контролёра в Персидском заливе.

## Закрепление британского господства
Если в более северных государственных образованиях шла борьба за влияние между Великобританией, Османской империей и Персией, то британское господство в шейхствах Договорного Омана никем не оспаривалось. В 1892 году Великобритания заключила с местными правителями Исключительные соглашения, запрещавшие им и их преемникам без согласия Великобритании заключать договоры и вступать в отношения, уступать, продавать, сдавать в аренду или давать разрешение на оккупацию какой-либо части своей территории третьей державой.
В 1911 году Исключительные соглашения были дополнены обязательствами никому, кроме Великобритании, не предоставлять права на добычу жемчужных раковин и губки.

## Конец Договорного Омана
В 1968 году Великобритания заявила о намерении прекратить отношения протектората с государствами Договорного Омана. Шейхства попытались организовать федерацию с участием Катара и Бахрейна, но два последних отказались. 1 декабря 1971 года Великобритания объявила о расторжении договоров с шейхствами, а на следующий день Абу-Даби, Аджман, Дубай, Эль-Фуджайра, Шарджа и Умм-эль-Кайвайн объединились в Объединённые Арабские Эмираты. 11 февраля 1972 года к ним присоединился Рас-эль-Хайма.